# Jerzy Podbrożny
Jerzy Piotr Podbrożny (* 17. Dezember 1966 in Przemyśl) ist ein ehemaliger polnischer Fußballspieler.

## Karriere
Im Verlauf seiner Profikarriere spielte er in mehreren Ländern (Polen, Spanien und den USA) und konnte auch insgesamt sechs Spiele für die polnische Nationalmannschaft bestreiten. Von 1992 bis 1995 wurde viermal in Folge polnischer Fußballmeister, zweimal mit Lech Posen und zweimal mit Legia Warschau. Nach seinem Abstecher in die US-amerikanische Major League Soccer zu Chicago Fire wurde er mit dem Verein 1998 auch Meister und Pokalsieger.

## Erfolge
- 4× Polnischer Meister: 1992, 1993, 1994, 1995
- 2× Polnischer Pokalsieger: 1994, 1995
- 2× Polnischer Supercupsieger: 1993, 1995
- 2× Polnischer Torschützenkönig: 1992, 1993
- 1× US-amerikanischer Meister: 1998
- 1× US-amerikanischer Pokalsieger: 1998